# تقسیم وراث
تقسیم وراث (به انگلیسی: Splitting Heirs) فیلمی محصول سال ۱۹۹۳ و به کارگردانی رابرت یانگ است. در این فیلم بازیگرانی همچون ریک مورانیس، اریک آیدل، کاترین زیتا جونز، باربارا هرشی، جان کلیز، سعدی فراست، جرمی کلاید، اریک سایکس و برندا بروس ایفای نقش کرده‌اند.